# Sternum (Gliederfüßer)

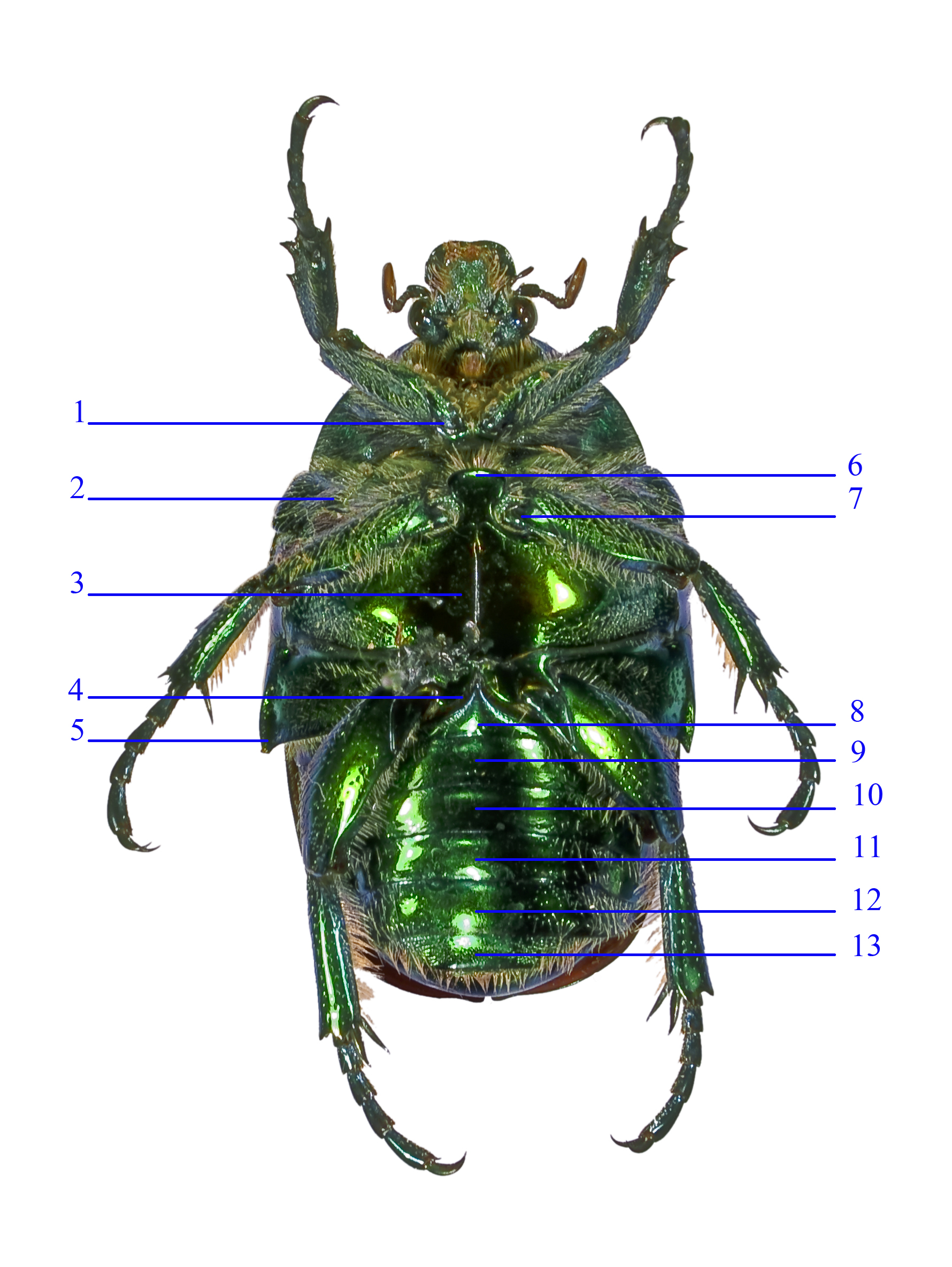
Untersicht eines Rosenkäfers mit Sterniten (8–13)

Der Ausdruck Sternum (Mehrzahl Sterna), spezifisch auch Sternit (altgriechisch στέρνον sternon ‚Brust‘), bezeichnet eine oder mehrere bauch- oder brustseitige (ventrale) sklerotisierte Chitinplatten des Exoskeletts einiger Gliederfüßer.

## Insekten
Der Ausdruck Sternum bezeichnet bei Insekten die zwischen den beiden Pleuren liegenden ventralen Sklerite (verhärtete Exoskelettteile). Als Teile der Körpersegmentierung werden die drei Sterna des Brustabschnittes Prosternum, Mesosternum und Metasternum bezeichnet.
Jeder weitere ventral auftretende Sklerit, d. h. jeder sekundär vom Sternum abgegrenzte sklerotisierte Bereich, wird unspezifisch als Sternit oder Bauchplatte bezeichnet. Ein Sternit des Brustabschnittes nennt man Bauchsternit oder Thoracalsternit. Ein Sternit des Hinterleibs (Abdomen) wird Hinterleibssternit oder Abdominalsternit, auch Urosternit genannt. Das letzte Abdominalsternit heißt Apikalsternit.
Der Akrosternit (gr. άκρον ‚die Spitze, das Oberste‘) ist ein meist schmaler Streifen am Vorderrand des Sternits, der morphologisch zum vorhergehenden Sternit gehört und von diesem durch eine sekundäre Intersegmentalmembran abgegrenzt ist. Analog hinten angefügte Streifen heißen Poststernit. Akro- und Poststernite gehören zu den Intersterniten. Diese sind ursprüngliche Intersegmentalhäute, die stark sklerotisiert ein zusätzliches Sternit bilden. Coxosternite nennt man abgetrennte seitlich liegende Teile der Abdominalsternite. Als Laterosternit (auch Pleutosternit oder Sternopleurit) wird der ventral vor der Hüfte seitlich an das primäre Sternum anschließende Skelettteil bezeichnet. Coxosternite und Laterosternite werden als Pleuralsternite zusammengefasst. Als Endosterniten bezeichnet man die chitinösen Strukturen eines Sternits, die sich auf der Innenseite des Körpers befinden.

## Spinnentiere
Bei Spinnentieren wird die Brustplatte des Vorderkörpers Sternum genannt. Die verhärteten Unterseiten der mehr oder weniger verwachsenen Hinterleibssegmente der Spinnentiere heißen Sternite, ihre Oberseiten Tergite. Als Endosternit bezeichnet man innenliegende Skelettteile im Prosoma von Webspinnen. Das Sternum der Skorpione wurde über lange Zeit als eines ihrer wichtigsten taxonomischen Merkmale angesehen.

## Krebstiere
Auch bei Krebstieren wird der bauchseitige Bereich des Exoskeletts zwischen den Gliedmaßen eines jeden Segments als Sternit bezeichnet. Während das Sternum die von allen Sterniten gebildete Fläche ist.

## Belege

### Einzelbelege
1. ↑  S. von Kéler: Entomologisches Wörterbuch mit besonderer Berücksichtigung der morphologischen Terminologie. 3. Auflage. Akademie-Verlag, Berlin 1963.
2. ↑  Sklerit. In: Herder Lexikon der Biologie. Siebenter Band praealpin bis Spindelstrauch, Spektrum Akademischer Verlag, Heidelberg/Berlin/Oxford 1994, ISBN 3-86025-156-2, S. 440.
3. ↑  Heiko Bellmann: Spinnen – beobachten, bestimmen. Naturbuch, Augsburg 1992, ISBN 3-89440-064-1.
4. ↑  Michael E. Soleglad und Victor Fet: The scorpion sternum: structure and phylogeny (Scorpiones: Orthosterni). In: Euscorpius 2003, Band 5, S. 1–34, Online PDF, 5,5 MB.